# Sébastien Foucras
Sébastien Foucras (n. 4 ianuarie 1971, Montreuil, Franța) este un sportiv ce a reprezentat Franța, medaliat olimpic. A participat la o ediție a Jocurilor Olimpice (1998) în care a câștigat o medalie de argint.

## Participări
Lista de mai jos prezintă principalele competiții la care a participat Sébastien Foucras de-a lungul carierei.
- freestyle skiing at the 1998 Winter Olympics – men's aerials[*]